# Liao Hui
Dans ce nom chinois, le nom de famille, Liao, précède le nom personnel.
Liao Hui (廖辉) est un haltérophile chinois né le 5 octobre 1987 à Xiantao, Hubei. Il a battu deux records du monde junior dans la catégorie des moins de 69 kg afin de décrocher l'or en 2007 lors de la 6e Chinois City. Il a remporté une médaille d'or dans la catégorie des moins de 69 kg aux Jeux olympiques d'été de 2008. 
Liao Hui est entré dans l'équipe nationale d'haltérophilie au début de l'année 2007. Après avoir battu deux records du monde en catégorie junior en 2007, il est devenu candidat à l'équipe nationale en tant que remplaçant pour les Jeux olympiques d'été de 2012. Sa performance a même privé de participation aux J.O. le vétéran Zhang Guozheng.
Il est contrôlé positif aux Championnats du monde d'Antalya (Turquie) en 2010 et se voit interdit de compétition jusqu'en 2014.